# Pachycephala soror
Pachycephala soror е вид птица от семейство Pachycephalidae.

## Разпространение
Видът е разпространен в Индонезия и Папуа Нова Гвинея.